# Krenytchi
Vytatchiv (ukrainien : Витачів) est un village du raïon d'Oboukhiv, oblast de Kiev, en Ukraine.